# Dekolonizacija
Dekolonizacija je proces oslobađanja od kolonijalne vlasti i pretvaranje nekadašnjih kolonija u samostalne države. Proces dekolonizacije je u 19. stoljeću zahvatio veći dio Južne Amerike, nastavio se i između dva svjetska rata, a zahuktao se tek nakon Drugog svjetskog rata. 
Stjecanje neovisnosti u mnogim je slučajevima pratilo nasilje (pobune, nemiri, prosvjedi, revolucije ili rat za neovisnost).
Dekolonizacija se ostvarivala u različitim povijesnim fazama.

## Faze dekolonizacije
- oslobođenje Sjedinjenih Američkih Država, godine 1776.
- oslobađanje velikog broja kolonija u Latinskoj Americi u prvoj polovici 19. stoljeća; godine 1847. u Africi oslobođena Liberija.
- glavna faza u 1950-im i pogotovo 1960-im godinama.

Godine 1960. izglasana je UN-ova Deklaracija o davanju neovisnosti kolonijalnim zemljama i narodima, a 1970-ih je likvidiran mali broj preostalih kolonija.
Danas od značajnih kolonija postoje samo britanski Gibraltar i danski Grenland. 